# إسبانية تشيلية

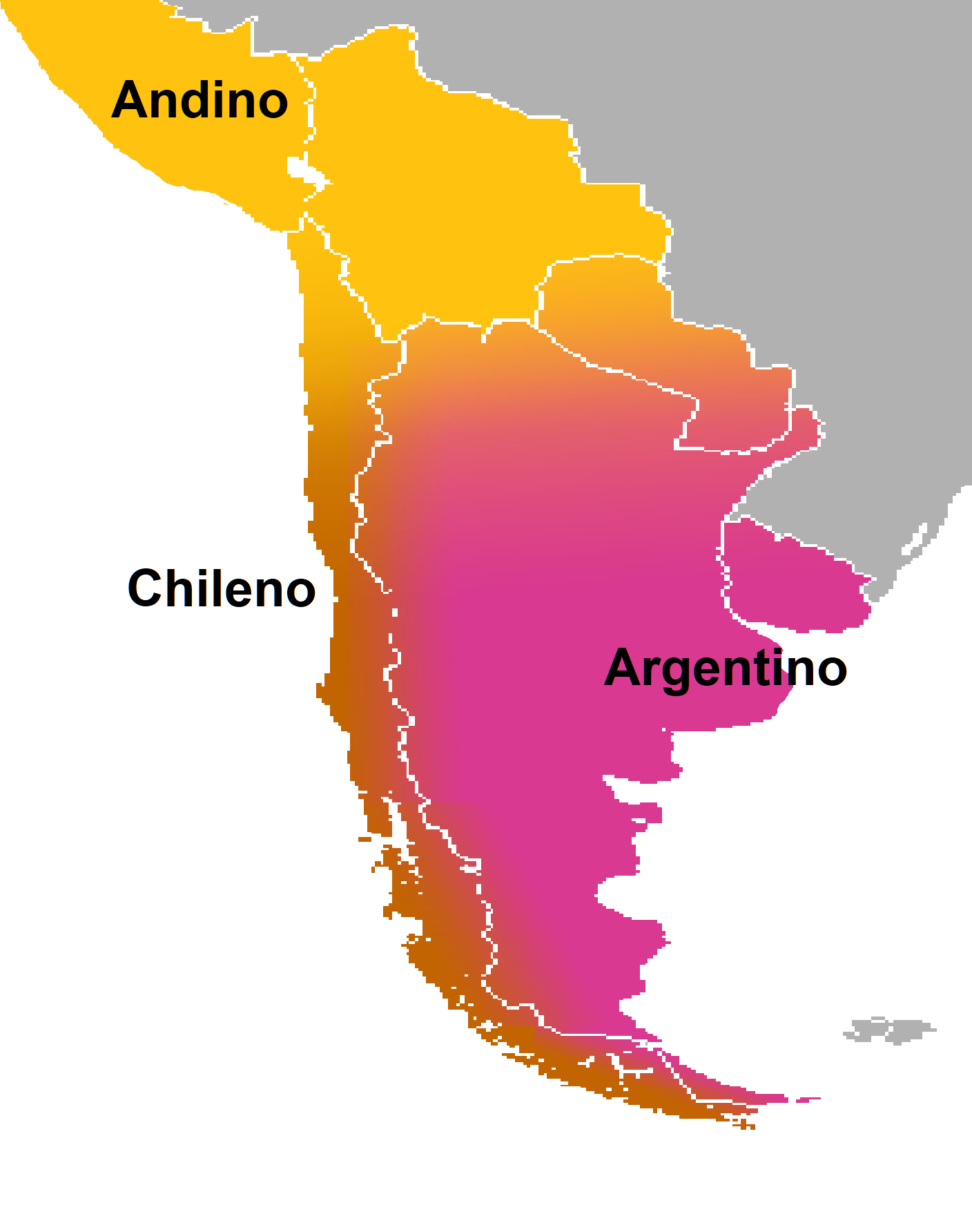
خريطة تخطيطية التي تتمثل دون متغيراتها الإقليمية واللهجات الثلاث للغة الاسبانية الموجودة في النصف الجنوبي من أمريكا الجنوبية، وفقا لنظرية واحدة. مخاليط بين التشيلية الاسبانية في البني اللون، الإسبانية أو نهر الأرجنتيني لوحة فوشي - في اللون، والأنديز تتحدث الإسبانية أو المرتفعات تحذير في واللون الأصفر.

الإسبانية التشيلية أي من عدة أنواع من يتحدث الاسبانية في أكثر من تشيلي. اللهجات الاسبانية التشيلية لديها النطق المميز والنحو والمفردات، واستخدام اللغة العامية التي تختلف عن تلك القياسية الإسبانية